# Chtouka-Aït Baha
A província de Chtouka-Aït Baha é uma subdivisão da região de Souss-Massa-Drâa de Marrocos, situada na parte sul do país. Tem 3 523 km² de área e em 2004 tinha 295 101 habitantes (densidade: 83,8 hab./km²). No mesmo ano, 13% dos habitantes viviam em áreas urbanas e   87% em áreas rurais.

## Comunas
| Comuna                      | Tipo                    | População (2004) |
| --------------------------- | ----------------------- | ---------------- |
| Biougra                     | comuna urbana (capital) | 25 838           |
| Aït Baha                    | comuna urbana           | 4 767            |
| Ait Amira                   | comuna rural            | 47 278           |
| Ait Milk                    | comuna rural            | 11 341           |
| Ait Mzal                    | comuna rural            | 4 339            |
| Ait Quadrim                 | comuna rural            | 7 330            |
| Aouguenz                    | comuna rural            | 5 863            |
| Belfaa                      | comuna rural            | 22 289           |
| Hilala                      | comuna rural            | 3 808            |
| Ida Ougnidif                | comuna rural            | 3 129            |
| Imi Mqourn                  | comuna rural            | 11 605           |
| Inchaden                    | comuna rural            | 21 442           |
| Massa                       | comuna rural            | 16 481           |
| Ouad Essafa                 | comuna rural            | 39 335           |
| Sidi Abdallah El Bouchouari | comuna rural            | 9 027            |
| Sidi Bibi                   | comuna rural            | 23 909           |
| Sidi Boushab                | comuna rural            | 10 352           |
| Sidi Ouassay                | comuna rural            | 8 526            |
| Tanalt                      | comuna rural            | 3 480            |
| Targua Ntouchka             | comuna rural            | 6 515            |
| Tasselgdelt                 | comuna rural            | 6 496            |
| Tizi Ntakouchka             | comuna rural            | 1 951            |